# Chloë Agnew

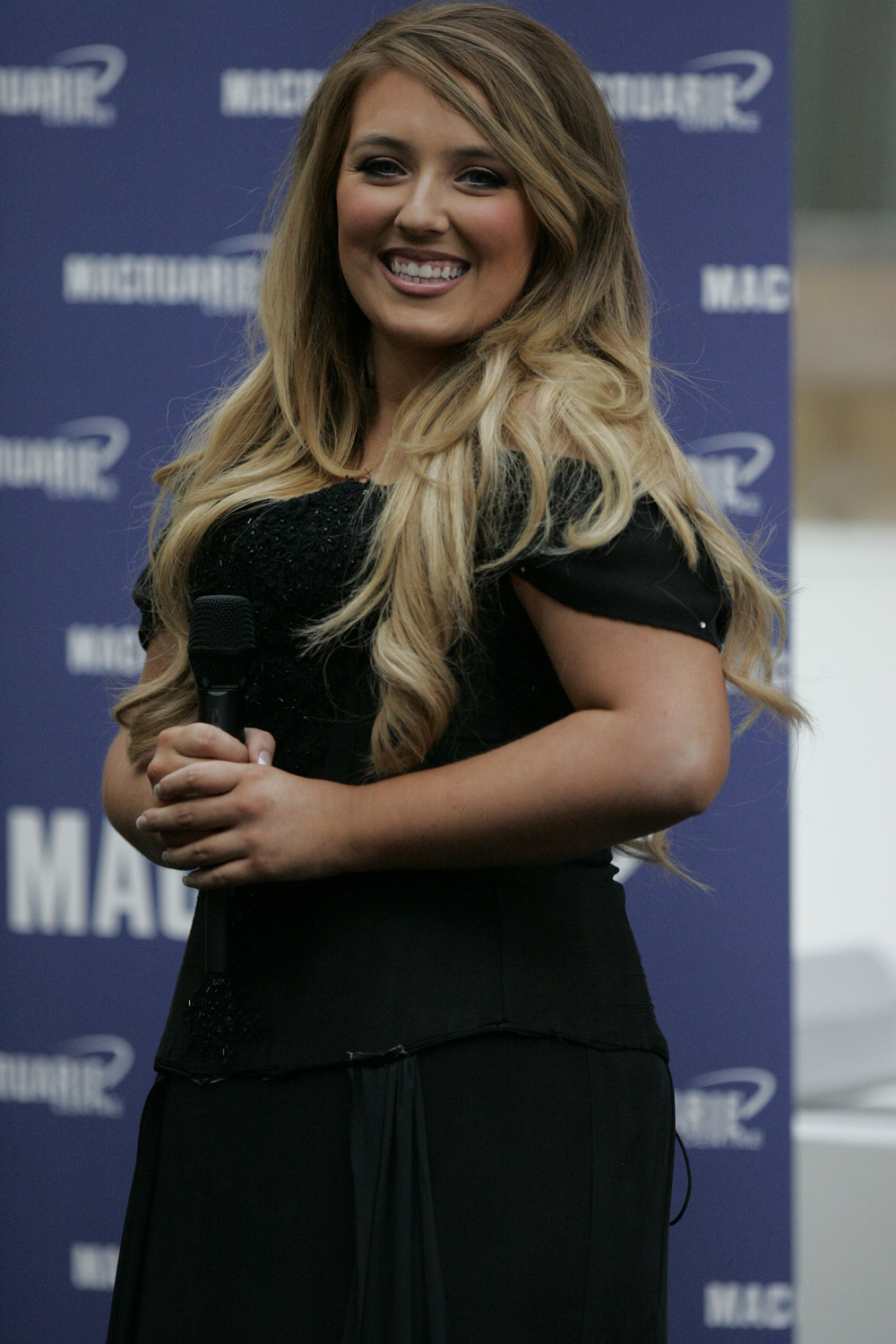
Chloë Agnew im Macquarie Shopping Centre, Sydney (2012)

Chloë Alexandra Adele Emily Agnew (* 9. Juni 1989 in Knocklyon, County Dublin, Irland) ist eine irische Sängerin und das jüngste Mitglied der Gruppe Celtic Woman.

## Frühe Jahre
Agnew wurde als Tochter der irischen Sängerin Adele „Twink“ King und des irischen Oboisten David Agnew geboren. Ihren ersten Fernsehauftritt hatte sie im Alter von vier Wochen in der Show ihrer Mutter. Im Alter von sechs Jahren sang sie das erste Mal live. Sie besuchte die Notre Dame des Missions Junior School und im Anschluss die Alexandra-College-Mädchenschule.
Im Jahr 1998 wurde Agnew als Repräsentantin für Irland zum Grand Prix First International Children’s Song Competition in Kairo mit dem Song The Friendship Tree gesandt, den sie auch gewann. Im Olympia Theatre Dublin spielte sie vier Jahre lang Pantomime.
Im Jahre 1999 spielte sie in The Young Messiah (Der junge Messias), einer modernen Fassung von Händels Messiah. In dieser Produktion hatte sie die Rolle eines Kindes, welches in Zeichensprache kommunizierte.

## Musikkarriere
Im Jahr 2000 wurde sie im Alter von elf Jahren vom Direktor David Downes zur Aufnahme eines Benefizsongs für Kinder in Afghanistan eingeladen. Mit seiner Unterstützung nahm sie Angel of Mercy für das Album This Holy Christmas Night auf, welches über 20.000 Pfund für den Afghan Children’s Charity Fund im Jahr 2001 einbrachte. Im selben Jahr besuchte sie den Christ-Church-Cathedral-Mädchenchor, zu dem sie drei Jahre lang gehörte.
2002 unterzeichnete sie einen Vertrag bei Celtic Collections, mit der Unterstützung von Downes nahm sie ihr Debütalbum Chloë auf. Im Jahr 2004 veröffentlichte sie ihr zweites Album Chloë: Walking in the Air. Außerdem nahm sie eine DVD für ihr zweites Album auf. Diese wurde 2004 in Europa und 2007 in Nordamerika veröffentlicht. Im Jahr 2004 trat sie der Gruppe Celtic Woman bei und trat beim Konzert im Helix in Dublin auf. Im Januar 2013 hatte sie acht Alben mit der Gruppe veröffentlicht und mehrere Welttourneen absolviert.
Im Zuge der Celtic-Woman-Nordamerika-Tour wurde Agnew 2009 vom Tenor Alessandro Rinella eingeladen, mit ihm ein Album aufzunehmen.
In einem Interview mit BeliefNet.com sagte Agnew über irische Musik:

Irish music was bred into us from the day we are born. Looking back to our ancestors and our heritage, it was always in our culture. Even through the hardest of times Irish people always turned to music. They have a song for everything – for drinking, for depression, for famine. I remember a song growing up that was for milking the cows.

„Irische Musik wurde von dem Tag unserer Geburt an in uns gezüchtet. Wenn wir auf unsere Vorfahren und unser Erbe zurückblicken, war es immer in unserer Kultur. Selbst in den schwierigsten Zeiten wandten sich die Iren immer der Musik zu. Sie haben ein Lied für alles – zum Trinken, für Depressionen, für Hungersnot. Ich erinnere mich an ein Lied, als ich aufwuchs, das zum Melken der Kühe war.“

## Diskografie
| Title                     | Release | Record Label         |
| ------------------------- | ------- | -------------------- |
| Chloë                     | 2002    | Celtic Collection    |
| Chloë: Walking in the Air | 2004    | Manhattan Records    |
| Chloë                     | 2008    | Valley Entertainment |
| Reimagined                | 2019    | Chlover Records      |

| Group Performer – Title               | Release | Record Label           |
| ------------------------------------- | ------- | ---------------------- |
| Celtic Woman                          | 2005    | Manhattan Records      |
| Celtic Woman: A Christmas Celebration | 2006    | Manhattan Records      |
| Celtic Woman: A New Journey           | 2007    | Manhattan Records      |
| Celtic Woman: The Greatest Journey    | 2008    | Manhattan Records      |
| Celtic Woman: Songs from the Heart    | 2010    | Manhattan Records      |
| Celtic Woman: Lullaby                 | 2011    | Manhattan Records      |
| Celtic Woman: Believe                 | 2011    | Manhattan Records      |
| Celtic Woman: Home for Christmas      | 2012    | Manhattan Records      |
| Celtic Woman: Silent Night            | 2012    | EMI / CMG Distribution |